# Heli Finkenzeller
Heli Finkenzeller, all'anagrafe Helene Finkenzeller (Monaco di Baviera, 17 novembre 1914 – Monaco di Baviera, 14 gennaio 1991), è stata un'attrice tedesca.

## Biografia
Heli Finkenzeller nacque a Monaco di Baviera dove crebbe e studiò. Dopo aver preso lezioni di recitazione da Otto Falckenberg, debuttò in teatro e, nel 1935, apparve anche al cinema in un film dell'UFA, una commedia girata nella città bavarese e diretta da Georg Jacoby.
Dopo la guerra, all'attrice furono affidate parti che molto spesso la vedevano interpretare ruoli materni. A teatro, fece parte del cast della versione tedesca del musical Gigi; della sua interpretazione restano alcune registrazioni su disco. Dal 1965 fino alla sua morte, prese parte a numerose serie televisive.
L'attrice morì a Monaco il 14 gennaio 1991 all'età di 79 anni.

## Filmografia

### Cinema
- Ehestreik, regia di Georg Jacoby (1935)

- Tutto per un bacio (Königswalzer ), regia di Herbert Maisch (1935)
- Le spie di Napoleone (Der höhere Befehl ), regia di Gerhard Lamprecht (1935)
- Weiberregiment, regia di Karl Ritter (1936)
- Boccaccio, regia di Herbert Maisch (1936)
- Gleisdreieck , regia di Robert A. Stemmle (1937)
- Wie der Hase läuft, regia di Carl Boese (1937)
- Mein Sohn, der Herr Minister, regia di Veit Harlan (1937)
- Spiel auf der Tenne, regia di Georg Jacoby (1937)
- Il marito a modo mio (Der Mustergatte), regia di Wolfgang Liebeneiner (1937)
- Der Schimmelkrieg in der Holledau, regia di Alois Johannes Lippl (1937)
- Konzert in Tirol, regia di Karlheinz Martin (1938)
- Diskretion - Ehrensache, regia di Johannes Meyer (1938)
- Scheidungsreise, regia di Hans Deppe (1938)
- Eine kleine Nachtmusik, regia di Leopold Hainisch (1939)
- Ballo all'opera (Opernball), regia di Géza von Bolváry (1939)
- Hochzeitsnacht, regia di Carl Boese (1941)
- Der siebente Junge, regia di Alois Johannes Lippl (1941)
- Ehe man Ehemann wird, regia di Alwin Elling (1941)
- Alarmstufe V, regia di Alois Johannes Lippl (1941)
- Fronttheater, regia di Arthur Maria Rabenalt (1942)
- Kohlhiesels Töchter, regia di Kurt Hoffmann (1943)
- Das Bad auf der Tenne , regia di Volker von Collande (1943)
- Ich werde dich auf Händen tragen, regia di Kurt Hoffmann (1943)
- Alles aus Liebe, regia di Hubert Marischka (1943)
- Wo ist Herr Belling?, regia di Erich Engel (1945)
- Hallo - Sie haben Ihre Frau vergessen, regia di Kurt E. Walter (1949)
- Münchnerinnen, regia di Philipp Lothar Mayring (1949)
- Zwölf Herzen für Charly, regia di Fritz Andelfinger e Elly Rauch (1949)
- Die Frau von gestern Nacht, regia di Arthur Maria Rabenalt (1950)
- Es begann um Mitternacht, regia di Peter Paul Brauer (1951)
- Stips, regia di Carl Froelich (1951)
- Mikosch rückt ein, regia di J.A. Hübler-Kahla (1952)
- Am Brunnen vor dem Tore, regia di Hans Wolff (1952)
- So ein Affentheater, regia di Erik Ode (1953)
- Briefträger Müller, regia di John Reinhardt e Heinz Rühmann (1953)
- Emil und die Detektive, regia di Robert Adolf Stemmle (1954)

### Televisione
- Lorentz e figli (Lorentz & Söhne), serie tv in 11 episodi (1988)